# Progresszív korszak
A progresszív korszak (1890-es évek – 1920-as évek) az Amerikai Egyesült Államokban több társadalmi és politikai reformtörekvés által jellemzett időszak volt. A korszak reformerei, akiket progresszíveknek neveztek, a gyors iparosodással, urbanizációval, bevándorlással és politikai korrupcióval, valamint az ipari tulajdon monopóliumokban való koncentrációjával kapcsolatos problémák megoldására törekedtek. A reformerek aggodalmukat fejezték ki a nyomornegyedek, a szegénység és a munkakörülmények miatt. Több, egymást átfedő mozgalom társadalmi, politikai és gazdasági reformokat követelt, a kormányzás, a tudományos módszerek és a szakmaiság megváltoztatását, az üzleti élet szabályozását, a természeti környezet védelmét, valamint a városi élet- és munkakörülmények javítását szorgalmazva.
A korrupt és antidemokratikus politikai gépezetek és azok vezetői voltak a progresszív reformerek fő célpontjai. A demokrácia újjáélesztése érdekében a progresszívek bevezették a közvetlen előválasztásokat, a szenátorok közvetlen választását (ahelyett, hogy az állami törvényhozás választotta volna őket), a kezdeményezéseket és népszavazásokat, valamint a nők választójogát, amelyet a demokrácia előmozdítása és a nők feltételezett erkölcsi befolyásának bevonása a politikába érdekében támogattak. Sok progresszív számára az alkoholtartalmú italok tilalma volt a kulcs a politikai korrupció felszámolásához és a társadalmi viszonyok javításához.
Egy másik célpont a monopóliumok voltak, amelyeket a progresszívek a tisztességes verseny előmozdítása érdekében trösztellenes és antitröszt törvényekkel igyekeztek szabályozni. A progresszívek emellett új, az ipar szabályozására összpontosító kormányzati ügynökségek létrehozását is szorgalmazták. A progresszívek további célja az volt, hogy tudományos, orvosi és műszaki megoldásokkal reformálják a kormányzást és az oktatást, és elősegítsék a fejlődést különböző területeken, többek között az orvostudományban, a pénzügyekben, a biztosításban, az iparban, a vasútban és az egyházakban. Céljuk az volt, hogy professzionálisabbá tegyék a társadalomtudományokat, különösen a történelmet, a közgazdaságtant és a politikatudományt, valamint hogy a tudományos menedzsment vagy a taylorizmus segítségével javítsák a hatékonyságot.
Kezdetben a mozgalom főként helyi szinten működött, de később kiterjedt az állami és országos szintre is. A progresszív vezetők gyakran a képzett középosztályból származtak, és a különböző progresszív reformtörekvések támogatást kaptak ügyvédektől, tanároktól, orvosoktól, lelkészektől, üzletemberektől és a munkásosztálytól.

## Bevándorlási politika
A bevándorlás 1896 után folyamatosan növekedett, az újonnan érkezők többsége képzetlen munkás volt Dél- és Kelet-Európából. Ezek a bevándorlók munkát találtak az acélgyárakban, vágóhidakon és építőbrigádokban a gyárvárosokban és ipari városokban az északkeleti és középnyugati régiókban. Sokan vidéki bányavidékekre mentek. Kevesen mentek délre. Sokan azt tervezték, hogy néhány évig maradnak, takarékos életmóddal megtakarítják a bérüket, és elegendő pénzzel térnek vissza hazájukba, hogy egy kis farmot vásárolhassanak. A zsidó bevándorlók azonban mindannyian véglegesen letelepedtek.
A bevándorlók beáramlása 1914 augusztusában hirtelen véget ért, amikor az első világháború szinte teljesen leállította a civilek Európába és Európából történő mozgását. Az 1880-as évektől kezdve a szakszervezetek agresszíven támogatták a bevándorlás korlátozását, különösen a kínai, japán és koreai bevándorlókra vonatkozó korlátozásokat. A korabeli rasszista attitűdökkel együtt félelem alakult ki, hogy a nagy számú képzetlen, alacsony fizetésű munkás meghiúsítja a szakszervezetek kollektív tárgyalásokon keresztül történő bérnövelési törekvéseit. Ezenkívül a vidéki protestánsok nem bíztak a kelet- és dél-európai városi katolikus és zsidó bevándorlókban, és emiatt ellenezték a bevándorlást. Másrészt az ipar gyors növekedése nagyobb és bővülő munkaerő-állományt igényelt, amelyet a természetes születési arányok nem tudtak kielégíteni. Ennek eredményeként sok nagyvállalat ellenezte a bevándorlás korlátozását. Az 1920-as évek elejére konszenzus született arról, hogy a bevándorlás teljes mértékét korlátozni kell, és az 1920-as években egy sor törvény ezt a célt szolgálta. Néhány eugenika-párti is részt vett a bevándorlás korlátozásában, saját áltudományos okokból. A bevándorlás korlátozása a második világháború után is nemzeti politika maradt.
Az első világháború alatt a progresszívek erőteljesen támogatták az amerikanizációs programokat, amelyek célja az volt, hogy modernizálják a frissen érkezett bevándorlókat, és példás amerikai állampolgárokká alakítsák őket, miközben csökkentik a régi hazájuk iránti lojalitásukat. Ezek a programok gyakran a drámai mértékben bővülő állami iskolarendszeren keresztül működtek.
Az 1924-es bevándorlási törvény, vagy Johnson–Reed-törvény, amely magában foglalta az ázsiai kizárási törvényt és a nemzeti származási törvényt, egy szövetségi törvény volt, amely megakadályozta az Ázsiából érkező bevándorlást, és kvótákat szabott a kelet- és dél-európai bevándorlók számára. 